# Тевтонски орден
Тевтонският орден (тевтонски произхожда от латинското teutonicus – немски) е третият голям рицарски орден, основан по времето на кръстоносните походи в Палестина след Ордена на йоанитите (Малтийския орден) и Ордена на тамплиерите. Германският орден функционира и в наши дни.

## Основаване на ордена
По време на Третия кръстоносен поход през 1190 г. немски благородници и търговци основават братство към една полева болница, което да има грижата за ранените и болните по време на едногодишната обсада на крепостта Сен Жан д`Акр (Аккон, Akkā, Acre, Accho, Acco, Hacco) в Галилея. Арабите завоюват града 3 години по-рано (1187), но преди това още от 1104 г. той е в ръцете на кръстоносците и е главно седалище на хоспиталиерите-йоанити. Понеже Йерусалим и Яфа са загубени, кръстоносците под предводителството на Ричард Лъвското сърце се борят ожесточено.
На следващата 1191 г. крепостта пада и Сен Жан д'Акр става столица и главно пристанище на кръстоносците в Палестина за почти един век. Тук Братството построява болница и църквата Св. Мария, и се нарича fratres domus hospitalis sanctae Mariae Teutonicorum in Jerusalem (Тевтонско братство към болницата на Дева Мария в Йерусалим). По-късно (21 декември 1196) Папа Целестин III дава на Братството привилегии като на другите ордени.
На голямо събрание през пролетта на 1198 г. немските рицари решават да превърнат братството в Рицарски орден, приемайки правилата на йоанитите и тамплиерите. Папа Инокентий III признава новия духовно-рицарски орден на 19 февруари 1199 г. с була и определя задачите му: защита на немските рицари и поклонници, лекуване на болни, борба с враговете на католическата църква. Рицарите и свещениците получават правото да носят бяла мантия с черен кръст.
Папа Хонорий III освобождава тевтонските рицари от съдебната власт на местните епископи на 1 октомври 1218 г., с което орденът получава почти неограничени права. На 9 януари 1221 г. той приравнява напълно ордена с другите два действащи рицарски ордени – на йоанитите и тамплиерите.
След падането на Акра седалището на ордена се премества първо във Венеция, след това в Мариенбург, после в Кьонигсберг, по-късно в Бад Мергентхайм и накрая във Виена, където той остава и до днес.

## Устав

### Наименования
- Орден на немските братя от дома на Света Мария в Йерусалим, Тевтонски орден
- на латински: Ordo domus Sanctae Mariae Theutonicorum Ierosolimitanorum, Ordo Teutonicus
- на немски: Orden der Brüder vom Deutschen Haus St. Mariens in Jerusalem, Deutschherrenorden.[1]

### Символи
- девиз: | „                                | Helfen – Wehren – Heilen | “ |
| Помагане – Защитаване – Лекуване |                          |   |
- емблема (герб): черен кръст на бяло поле, носен на мантията.

### Структура
Управлението и администрацията на ордена се основава на пирамидна йерархия – представителства в градовете (комендантства) и райони на влияние (балии) със съответните ръководители и местен административен апарат. До установяването на Орденстат тевтонците нямат собствена държава, но имат представителства и балии в много европейски държави и в Близкия изток.

## История в Европа

### Борба за собствена територия
Военната сила на Тевтонския орден е забелязана от някои европейски владетели, които под предлога за „борбата с езичниците" искат да се разправят със своите съперници. Голямо влияние придобива великият магистър на ордена Херман фон Залца (1209 – 1239), получил значителни владения и средства и водил успешни преговори с папата и германския император.
През 1211 г. кралят на Унгария Андраш II кани на помощ рицарите в борбата му срещу куманите. Тевтонците се настаняват на границата на Трансилвания в областта Бурценланд, получавайки при това значителна автономия. Ордена е освободен от данъци и на практика управлява самостоятелно местното население. Тевтонците изграждат пет укрепления в Трансилвания, на които дават немски имена : Мариенбург, Шварценбург, Росенау, Кройцбург и Кронщад, През 1225 г. унгарските барони прогонват рицарите, тъй като виждат в Ордена заплаха за земите си. През 1217 г. Папа Хонорий III обявява кръстоносен поход против езичниците балти и померани, които населяват земите на полския княз Конрад Мазовецки. През 1225 г. князът отправя молба за помощ към Попо фон Остерна, велик магистър на тевтонските рицари, като в замяна на това им обещава владеенето на Хелмно и завладените от тях територии. Тевтонските рицари настъпват и в Силезия през 1232 г. На източния бряг на р. Висла е построен първият форт, дал начало на град Торун.
Експанзивната тактика на рицарите е винаги последователна: след завладяване на земите местното население се покръства, строи се замък-командория, около който се заселват немци и започва активното експлоатиране на земите и ресурсите.

### Държава на орденав Прусия
Столица на Тевтонския орден става гр. Мариенбург (нем. Замък на Мария, полски Малборк). Постепенно под властта на Тевтонския орден попада голяма територия (днес главно на територията на Североизточна Полша и граничещата Калининградска област на Русия).
През 1237 г. Тевтонският орден се слива с остатъците на военното Братство на рицарите на меча (Schwertbrüderorden, основано през 1201 г. в Рига, с емблема червен кръст на бяло поле) и така получава Ливония. При завладяването на Гданск (1308 г.) под лозунга Jesu Christo Salvator Mundi (Исус Христос спасител на света) е унищожено почти цялото местно полско население (около 10 000 местни жители), а на завладените територии идват немски преселници. По същото време е завладяна и Померания. Така към края на XIII век орденът фактически става самостоятелна държава.

### Отношения с руските княжества и Литва
През 1239 – 1240 г. възниква реална възможност за координирана атака против руските княжества, които са отслабени от монголското нашествие. В края на август 1240 г. орденът събира немските кръстоносци от Прибалтика, датските рицари от Ревел и, след като си осигурява поддръжката на Папската курия, нахлува в псковските земи и завзема Изборск. Опитът на псковското опълчение да си върне крепостта се проваля. Рицарите обсаждат и самия Псков и скоро го превземат, възползвайки се от предателство сред обсадените.
Тевтонските рицари нахлуват в пределите на Новгородската република и построяват крепост в Копорие. В Новгород пристига Александър Невски, който поема командването на новгородските войски и освобождава Копорие. Връща се в Новгород да прекара зимата, очаквайки подкрепления от Владимир. През март обединената армия освобождава Псков. На 5 април 1242 г. Александър Невски побеждава кръстоносците в битката на замръзналото Чудско езеро. Орденът е принуден да сключи мир и връща всички завзети земи.
Литва с времето става силно княжество и влиза впоследствие в съюз с Полша. Отношенията на ордена със съседите му са сложни и най-често вражески. През 1410 г. обединените полско-литовски войски нанасят съкрушително поражение на рицарите в битката при Таненберг. Загиват повече от 200 кръстоносци и техният предводител. Тевтонският орден губи репутацията си на непобедим. През 1411 г. е подписан първият мирен договор в Торун.

### От 1525 г. до днес
По време на реформацията Тевтонският орден става светски и лутерански. Неговите източни владения се превръщат в Херцогство Прусия с резиденция (от 9 май 1525) Кьонигсберг (днес Калининград), а западните в – Херцогство Курландия, и двете отначало под полска опека.
През 1809 г. Наполеон забранява ордена, който съществува до 1834 г. само в Австрия. През 1929 г. той се реорганизира като духовен орден. Забранен е от национал-социалистите през 1938 – 1945 г.
Днешното седалище на Немския орден (Deutscher Orden) е Виена, където има музей и архив. Понастоящем орденът наброява 1000 члена в 5 „провинции": Австрия, Германия, Италия, Чехия и Словения. Главните му задачи са духовната опека и грижата за болни и стари хора.

## Велики магистри на ордена
- (1198 – 1200) Хайнрих Валпот
- (1200 – 1208) Ото фон Керпен
- (1208 – 1209) Хайнрих фон Туна
- (1210 – 1239) Херман фон Залца
- (1239 – 1240) Конрад Распе
- (1240 – 1244) Герхард фон Малберг
- (1244 – 1249) Хайнрих фон Хоенлое
- (1249 – 1252) Гюнтер фон Вюлерслебен
- (1252 – 1256) Попо фон Остерна
- (1256 – 1273) Ано фон Зангерхаузен
- (1273 – 1282) Хартман фон Хелдрунген
- (1283 – 1290) Буркхард фон Шванден
- (1290 – 1296) Конрад фон Фойхтванген
- (1297 – 1303) Готфрид фон Хоенлое
- (1303 – 1311) Зигфрид фон Фойхтванген
- (1311 – 1324) Карл фон Трир
- (1324 – 1330) Вернер фон Орзелн
- (1331 – 1335) Лутер фон Брауншвайг
- (1335 – 1341) Дитрих фон Алтенбург
- (1342 – 1345) Лудолф Кьониг
- (1345 – 1351) Хайнрих Дуземер
- (1351 – 1382) Винрих фон Книпроде
- (1382 – 1390) Конрад Цьолнер
- (1391 – 1393) Конрад фон Валенрод
- (1393 – 1407) Конрад фон Юнгинген
- (1407 – 1410) Улрих фон Юнгинген
- (1410 – 1413) Хайнрих фон Плауен
- (1414 – 1422) Михаел Кюхмайстер
- (1422 – 1441) Паул фон Русдорф
- (1441 – 1449) Конрад фон Ерлихсхаузен
- (1450 – 1467) Лудвиг фон Ерлихсхаузен
- (1467 – 1470) Хайнрих Ройс фон Плауен
- (1470 – 1477) Хайнрих фон Рихтенберг
- (1477 – 1489) Мартин фон Ветцхаузен
- (1489 – 1497) Йохан фон Тифен
- (1498 – 1510) Фридрих фон Заксен
- (1510 – 1525) Албрехт фон Бранденбург
- (1527 – 1543) Валтер фон Кронберг
- (1543 – 1566) Волфганг Шутцбар
- (1566 – 1572) Георг фон Венкхайм
- (1572 – 1590) Хайнрих фон Бобенхаузен
- (1590 – 1618) Максимилиан фон Хабсбург
- (1618 – 1624) Карл фон Хабсбург
- (1625 – 1627) Йохан фон Вестернах
- (1627 – 1641) Йохан фон Щадион
- (1641 – 1662) Леополд фон Хабсбург
- (1662 – 1664) Йозеф фон Хабсбург
- (1664 – 1684) Йохан фон Ампринген
- (1684 – 1694) Лудвиг фон Пфалц
- (1694 – 1732) Франц фон Пфалц
- (1732 – 1761) Клеменс фон Байерн
- (1761 – 1780) Карл фон Лотринген
- (1780 – 1801) Франц фон Хабсбург
- (1801 – 1804) Карл фон Тешен
- (1804 – 1835) Антон фон Хабсбург-Лотринген
- (1835 – 1863) Максимилиан фон Хабсбург-Есте
- (1863 – 1894) Вилхелм фон Хабсбург-Лотринген
- (1894 – 1923) Ойген фон Тешен
- (1923 – 1933) Норберт Клайн
- (1933 – 1936) Паул Хайдер
- (1936 – 1948) Роберт Шелцки
- (1948 – 1970) Мариан Тумлер
- (1970 – 1988) Илдефонс Паулер
- (1988 – 2000) Арнолд Виланд
- (от 2000 г.) Бруно Платер